# Titterten
Titterten är en ort och kommun i distriktet Waldenburg i kantonen Basel-Landschaft, Schweiz. Kommunen har 433 invånare (2023).